# Sputnik – Es wächst in dir
Sputnik – Es wächst in dir (Originaltitel: Спутник) ist ein russischer Science-Fiction- und Horrorfilm des Regisseurs Jegor Abramenko. Er feierte im April 2020 beim Tribeca Film Festival seine Premiere.

## Handlung
Sowjetunion 1983: In der letzten heißen Phase des Kalten Krieges erleben zwei russische Kosmonauten, die sich auf einer orbitalen Forschungsmission befinden, bei der Rückkehr zur Erde etwas Unerklärliches. Sie sehen etwas, das sich außerhalb ihres Schiffes bewegt. Das Raumschiff hat beim Wiedereintritt eine Fehlfunktion, und nur einer der Kosmonauten, Konstantin, überlebt. Aber es ist klar, dass mit ihm etwas nicht stimmt.
Konstantin wird in eine isolierte Militäreinrichtung gebracht, wo Dr. Tatyana Klimova, eine junge Psychiaterin, die wegen ihrer kontroversen Ansätze in der Kritik steht, von Oberst Semiradov als verantwortlichem Offizier rekrutiert wird. Der wahre Grund für Konstantins Quarantäne wird ihr nicht mitgeteilt, aber sie findet bald heraus, dass der Kosmonaut eine außerirdische Lebensform in seinem eigenen Körper mitgebracht hat, ohne es selbst zu wissen. Die Kreatur kommt in der Nacht heraus, während ihr Wirt schläft. Oberst Semiradov offenbart ihr, dass sie hier ist, um herauszufinden, wie man Konstantin und die Kreatur trennen kann, denn sie scheinen eine völlig symbiotische Beziehung entwickelt zu haben, wobei die Kreatur in der Speiseröhre des Kosmonauten lebt und von seinen Nährstoffen profitiert, während Konstantin sich von seinen Verletzungen, die er bei der Bruchlandung erlitten hat, extrem schnell erholt hat.
Tatyana provoziert Konstantin mit dem Ziel, ihn unter Stress zu setzen. Sie sagt ihm, dass sie weiß, dass er ein Kind hat, das er in einem Waisenhaus in Rostow untergebracht hat, und unterstellt, dass er kein Nationalheld sei, sondern ein Feigling, der sich nicht um seinen eigenen Sohn kümmere. Dadurch entdeckt sie, dass die Kreatur von Hormonen beeinflusst wird und dass eines der ihr gezeigten Videos verändert wurde. Dadurch entdeckt sie eine erschreckende Wahrheit: Die Kreatur ernährt sich nicht von dem, was Konstantin isst, sondern frisst zum Tode verurteilte Gefangene, die ihr das Militär zuführt. Die Kreatur zeigt sich ihren Opfern, um deren Angst zu verstärken, was das menschliche Gehirn zur Ausschüttung von Cortisol veranlasst, von dem sich das Alien ernährt. Angewidert und entsetzt davon konfrontiert Tatyana Semiradov mit diesem Wissen. Sie erfährt, dass es tatsächlich darum geht, das Alien in eine Waffe zu verwandeln, die das Militär kontrollieren kann. Semidarov fragt sie, ob sie kooperieren wird, woraufhin sie zuzustimmen scheint.
Tatyana entwickelt eine fürsorgliche Beziehung zu Konstantin. So nimmt sie ihn mit auf einen Rundgang durch die Anlage und informiert ihn heimlich darüber, dass er ein parasitäres Wesen in sich trägt und welche Pläne das Militär für ihn hat. Sie vereinbaren, sich der Überwachung zu entziehen und treffen sich später, als sie ihm die Leichen der Menschen zeigt, die die Kreatur getötet hat, und den noch lebenden Astronauten, der mit Konstantin im Raumschiff war. Er wurde nicht infiziert, weil er Krebs hatte, der bei den vor der Mission durchgeführten Tests unentdeckt geblieben war, den die Kreatur aber gespürt haben muss. Es stellt sich heraus, dass Konstantin sich seines ungebetenen Gastes sehr wohl bewusst war und weiß, was die Kreatur tut, wenn sie nicht an ihm hängt. Tatyana ist schockiert über diese Enthüllung, und Konstantin erklärt ihr, dass er alles tun würde, um von diesem Ort wegzukommen, damit er sich um seinen Sohn kümmern könne.
Tatyana beschließt Konstantin zu helfen und inszeniert mit Hilfe eines anderen Arztes innerhalb der Einrichtung eine Flucht. Sie bereitet für Konstantin eine Spritze mit Medikamenten vor, die Nebennierenrindeninsuffizienz simulieren soll, dieselbe Art Krankheit, die der andere Kosmonaut hatte. Sie geht davon aus, dass dies technisch gesehen die Kreatur herausdrängen solle und diese hoffentlich innerhalb einer Stunde außerhalb ihres Wirts sterben würde.
Als sie fliehen, werden sie von Semiradov in einen Hinterhalt gelockt, der ein Einsatzteam hinter ihnen herschickt. Tatyana ist verletzt, und Konstantin bittet sie um die Spritze. Nachdem er sich die Spritze injiziert hat, taucht der Außerirdische auf und tötet das Team. Tatyana und Konstantin fliehen, aber sie kommen nicht weit, bevor Konstantin zusammenbricht. Tatyana erkennt, dass Konstantin ohne den Außerirdischen nicht überleben kann, da die beiden eine Symbiose eingegangen sind, und sie gibt auf, als Semiradov sie einholt. Der Oberst hat das inzwischen schwer verletzte Wesen mitgebracht, um es in Konstantin hineinzuzwingen. Dieser jedoch lässt das Wesen Semiradov und seine Begleiter töten, wodurch Tatyana und er selbst endlich frei sind. Als jedoch die Behörden auf die monströsen Experimente Semiradovs aufmerksam werden, erschießt sich der wiederbelebte Konstantin selbst, um die Kreatur und damit sich selbst zu töten. Einige Zeit später adoptiert Tatyana Konstantins Sohn, und es stellt sich heraus, dass sie selbst als junges Mädchen in einem Waisenhaus lebte.

## Rezeption
Sputnik erhielt ein gutes Presseecho, was sich auch in den Auswertungen US-amerikanischer Aggregatoren widerspiegelt. So erfasst Rotten Tomatoes größtenteils positive Besprechungen und ordnet den Film dementsprechend als „Zertifiziert Frisch“ ein. Laut Metacritic fallen die Bewertungen im Mittel „Grundsätzlich Wohlwollend“ aus.

„Obwohl Sputnik sich freimütig bei anderen Sci-Fi-Filmen bedient, reichert er all das zu einem ernsthaft gruseligen und befriedigendem Erlebnis an.“

Das Lexikon des internationalen Films schreibt über den Film, dass es sich hier um einen intelligenten, atmosphärisch und mit viel Zeitgeist gedrehten Science-Fiction-Horrorfilm handelt, der spannend und vielschichtig von der Begegnung mit einem Außerirdischen erzählt.
Bei der Saturn-Award-Verleihung 2021 erhielt der Film eine Nominierung als Bester Independentfilm.